# 枚方八景
枚方八景（ひらかたはっけい）とは、1984年（昭和59年）10月、枚方市制35年を記念し、枚方市民から候補地を募集して制定した8箇所の景勝地。

## 八景
- 淀川の四季[2]
- 樟葉宮跡の社[3]
- 牧野の桜[4]
- 山田池の月[5]
- 国見山の展望[6]
- 百済寺跡の松風[7]
- 万年寺山の緑陰[8]

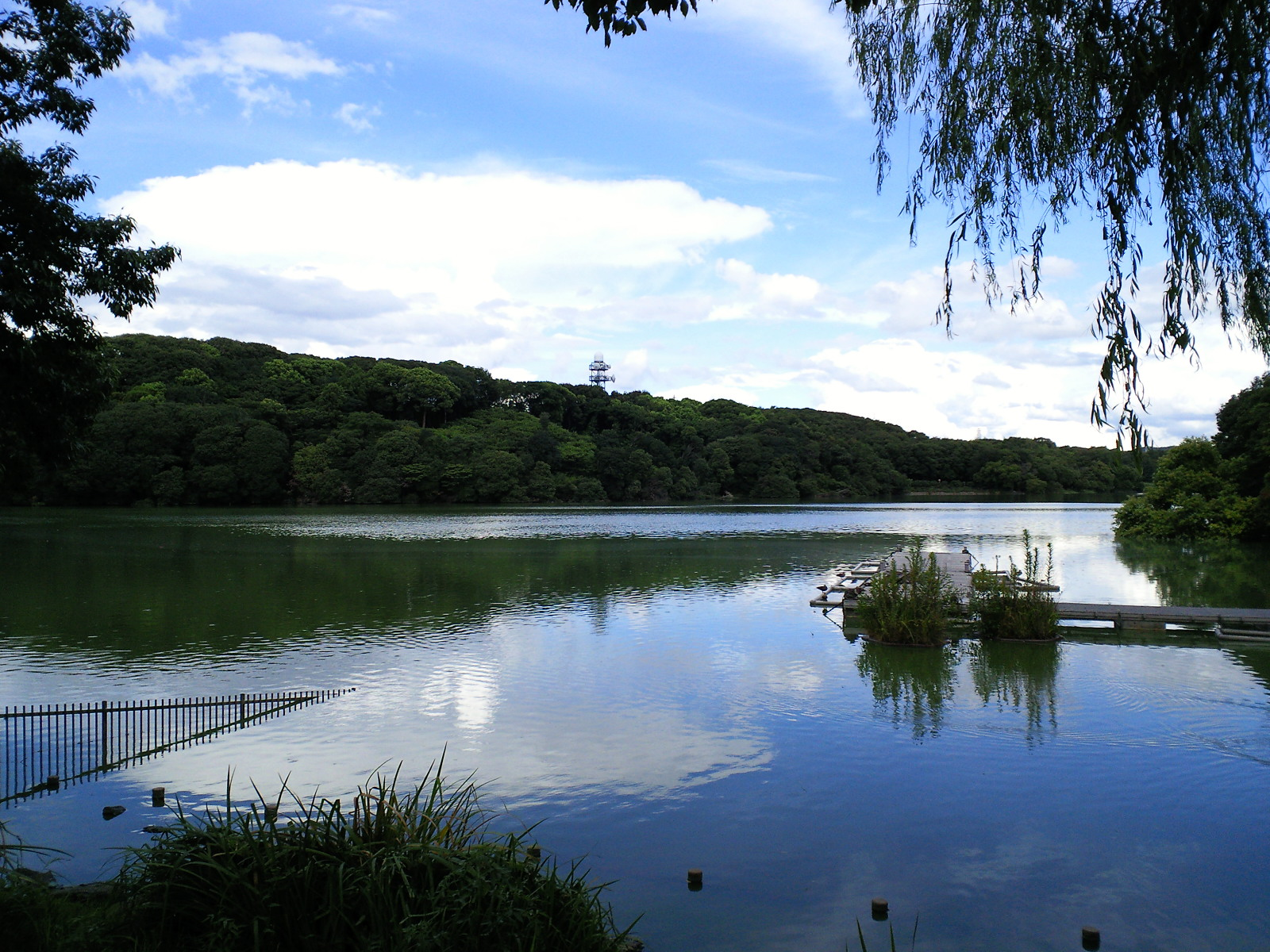
山田池
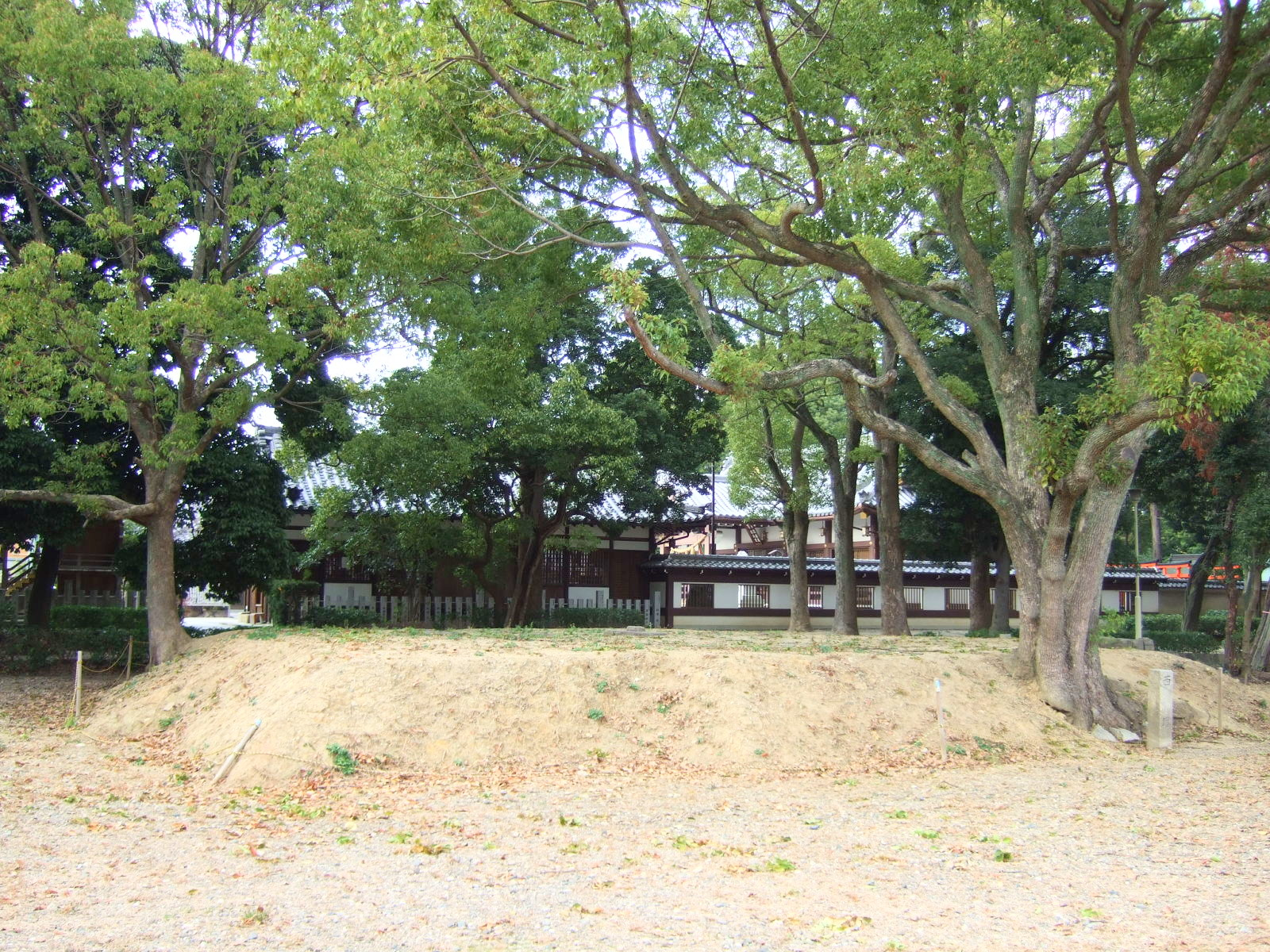
百済寺
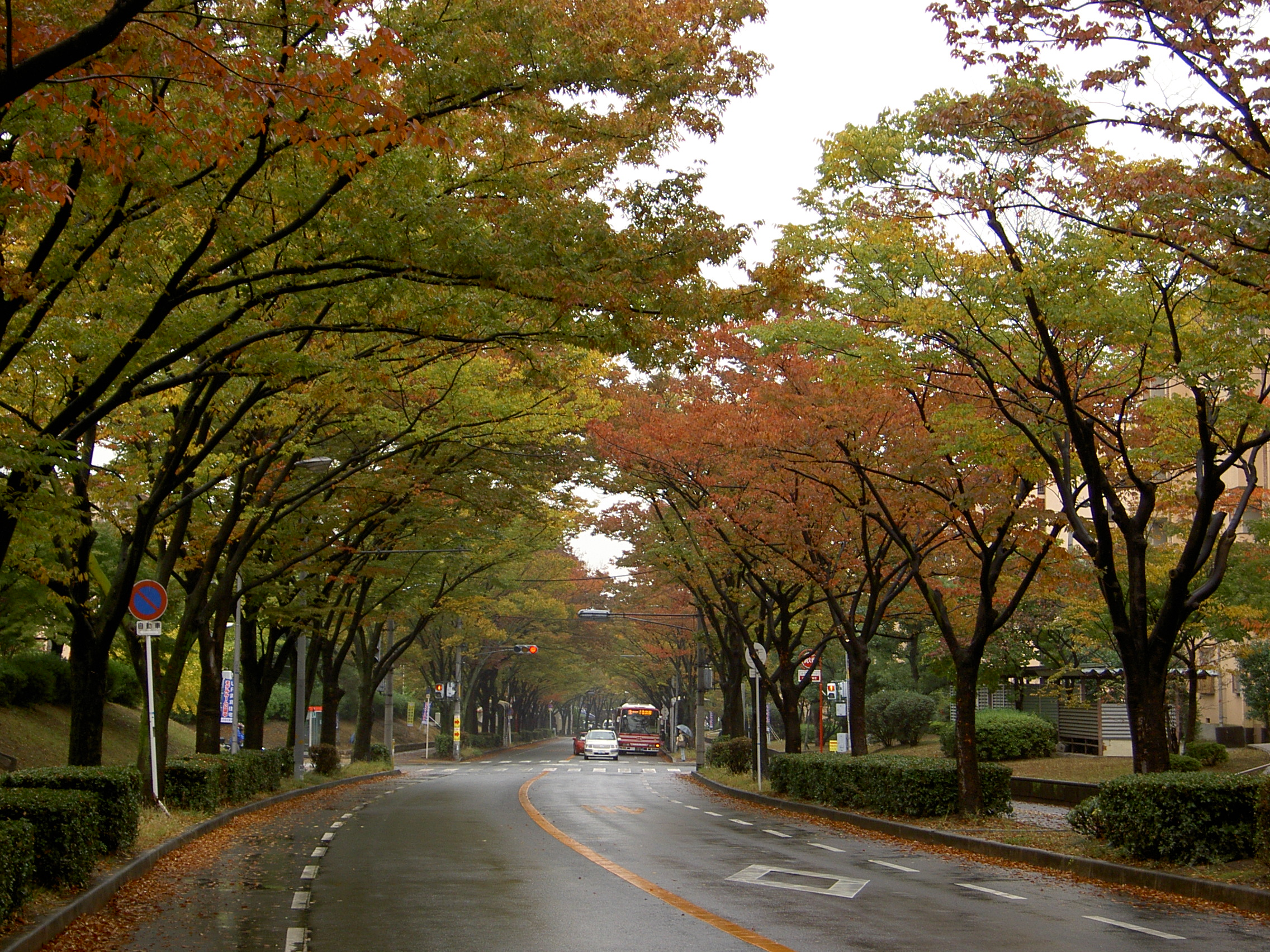
香里団地の並木

- 山田池
- 百済寺
- 香里団地の並木